# Famille Viaro
 (février 2024).
La famille Viaro est une famille patricienne de Venise.

## Historique
Depuis le XVe siècle, cette famille s'est répandue dans différentes régions d'Italie où il existe des variantes de nom de famille. Un Giorgio Viaro était en 1483 et 1484 au gouvernement de l'île de Curzola lorsque Frédéric d'Aragon a essayé de s'en emparer. Il l'a défendue avec une telle bravoure que les Aragonais ont été forcés de renoncer à l'entreprise.
Dans le Livre d'or de la noblesse vénitienne et dans le Patriciat vénitien après la guerre de Candie et la Serrata del Maggior Consiglio, on retrouve cette famille illustre, qui a été élevée à la noblesse pour ses excellents services rendus à la patrie ou pour les offres faites à la République.

## Armes

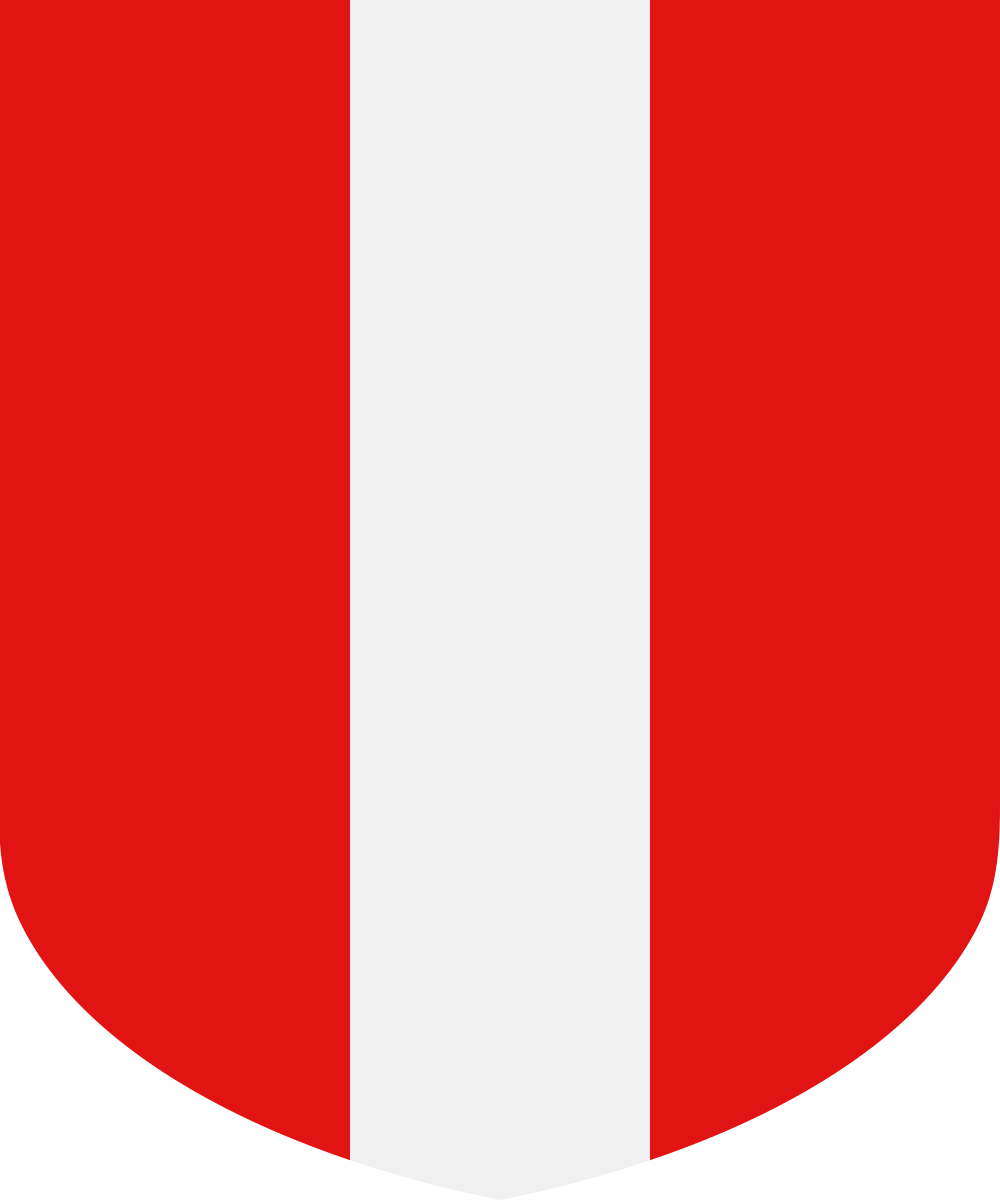
armes des Viaro

## Palais de Venise

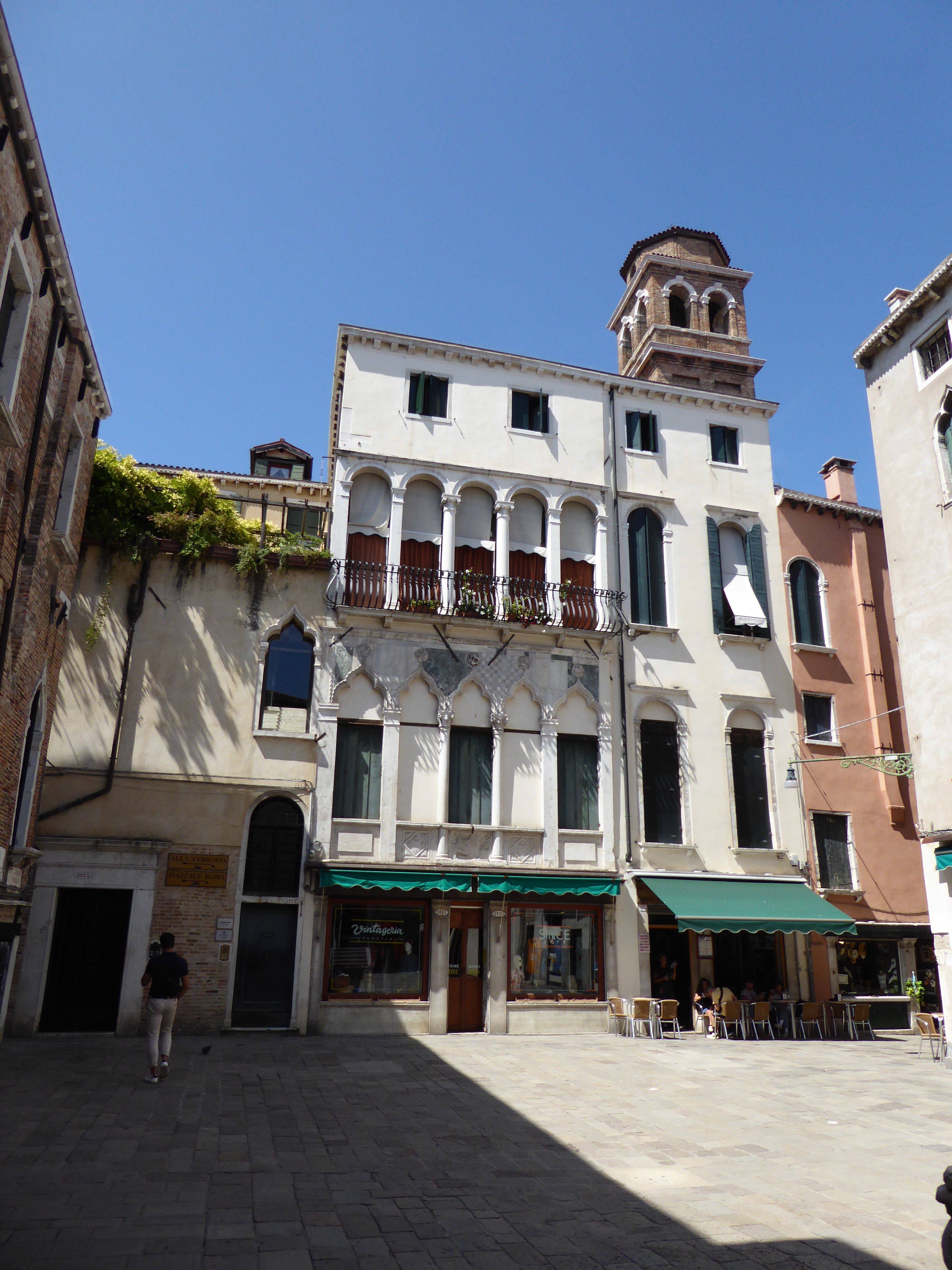
Palais Viaro Zane sur le campo de S.M. Mater Domini à Venise
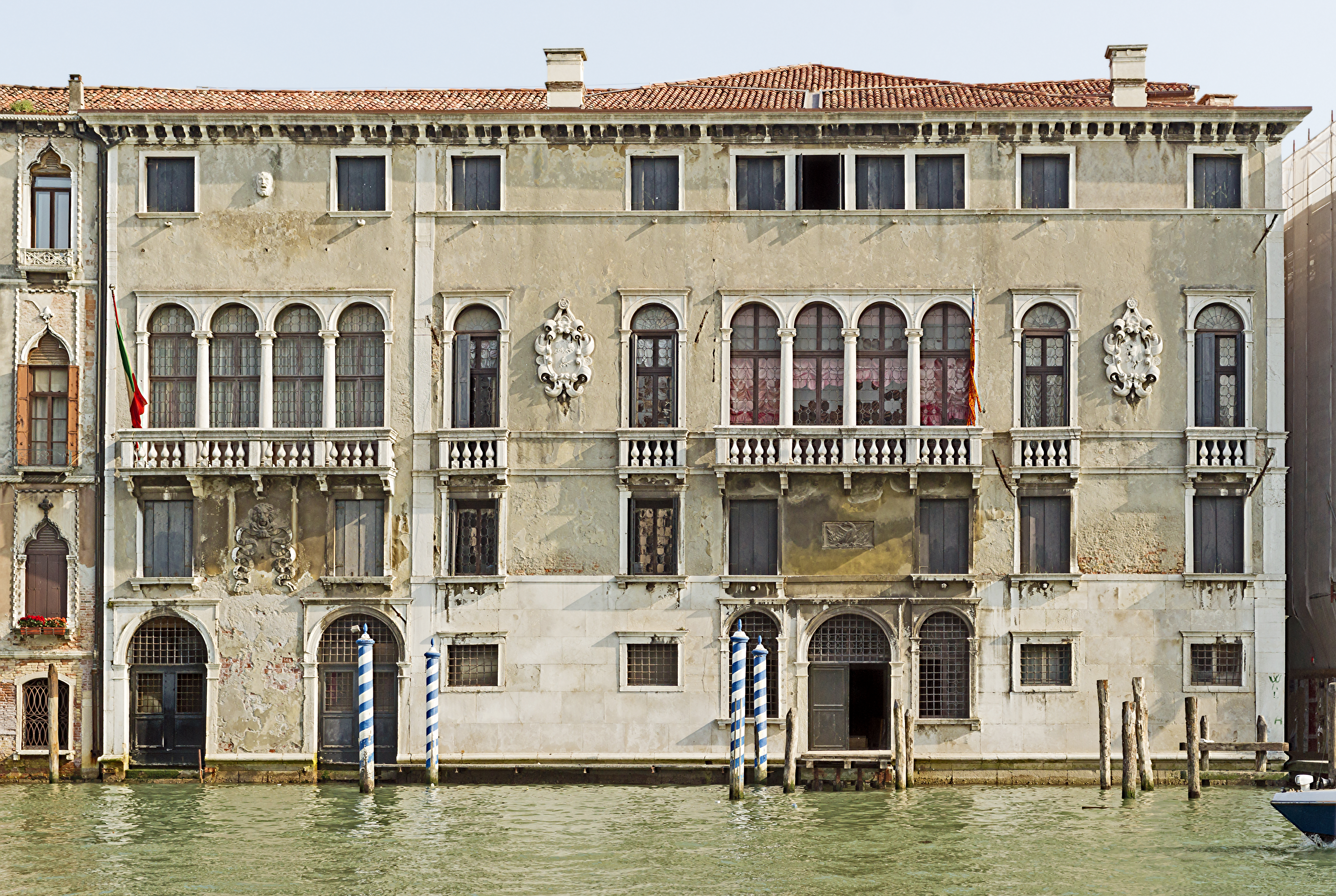
Le palais D'Anna Viaro Martinengo Volpi di Misurata sur le Grand Canal